# Wałerij Borzow
Wałerij Pyłypowycz Borzow (ukr. Валерій Пилипович Борзов; ur. 20 października 1949 w Samborze) – ukraiński lekkoatleta startujący w barwach ZSRR, sprinter, mistrz olimpijski i mistrz Europy.

## Przebieg kariery

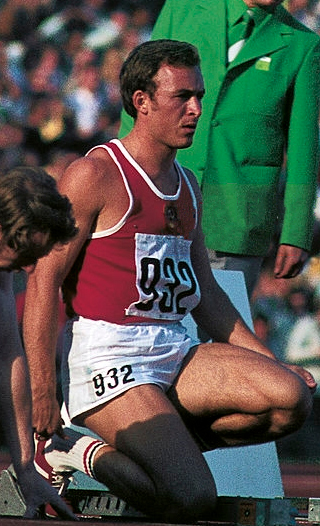
Wałerij Borzow (1972)

Borzow największe sukcesy odnosił na Igrzyskach Olimpijskich w 1972, gdzie zdobył indywidualnie dwa złote medale na 100 m i 200 m oraz srebrny medal w sztafecie 4 × 100 m. Tym samym przełamał dominacje Amerykanów na najkrótszych dystansach. Cztery lata później na Igrzyskach w Montrealu zdobył dwa brązowe medale w biegu na 100 m i sztafecie 4 × 100 m.
Borzow odnosił również sukcesy na mistrzostwach Europy. Czterokrotnie zdobywał tytuł mistrza Europy (1969 – 100 m, 1971 – 100 m i 200 m oraz 1974 – 100 m), a raz wicemistrza (1969 – sztafeta 4 × 100 m).
Siedmiokrotnie zdobywał mistrzostwo Europy w hali (6 razy w biegu na 60 m i raz na 50 m): w 1970, 1971, 1972 (50 m), 1974, 1975, 1976 i 1977. W 1969 zdobył również srebrny medal Europejskich Igrzysk Halowych w biegu na 50 m.
W latach 1991–1998 Borzow był przewodniczącym Ukraińskiego Komitetu Olimpijskiego, a od 1994 jest członkiem Międzynarodowego Komitetu Olimpijskiego. Wydał książkę 10 sekund – całe życie, w której opisuje swoje przeżycia z okresu startowego.
W latach 1996–2012 był przewodniczącym federacji lekkoatletycznej Ukrainy.
Został odznaczony m.in. Orderem Lenina, Orderem Przyjaźni Narodów i Orderem „Znak Honoru”.

## Rekordy życiowe
źródło:
- 100 m – 10,07 s. (1972)
- 200 m – 20,00 s. (1972)